# Māui Pōmare

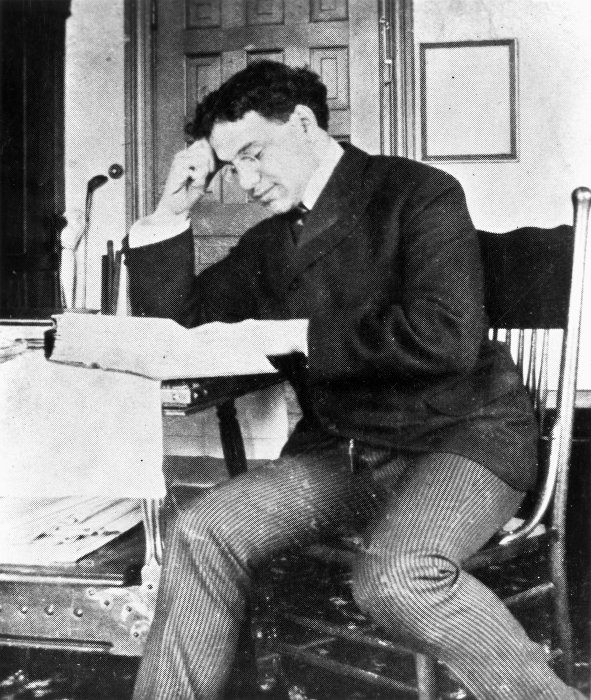
Māui Pōmare, 1899

Sir Māui Wiremu Piti Naera Pōmare, KBE, CMG (* 1875 oder 1876 in Urenui; † 27. Juni 1930 in Los Angeles, USA) war ein neuseeländischer Arzt und Politiker. Er war einer der wichtigeren Māori-Politiker und ist besonders für seine Anstrengungen zur Verbesserung der Gesundheit und Lebensbedingungen der Māori bedeutsam.

## Kindheit, Jugend und Ausbildung
Das genaue Geburtsdatum von Pōmare ist unklar. Schulaufzeichnungen geben den 24. August 1875 an, andere Quellen den 13. Januar 1876. Er wurde in einem Pā nahe Urenui in der Region Taranaki geboren. Sein Vater Wiremu Naera Pomare stammte aus dem Iwi Ngāti Mutunga, seine Mutter Mere Hautonga Nicoll stammte von den Ngāti Toa ab. Seine Großmutter Kahe Te Rau-o-te-rangi war unter den Unterzeichnern des Treaty of Waitangi. Beide Eltern starben, bevor er erwachsen war, anschließend kümmerte sich seine Tante um ihn.
Pōmare besuchte die Christchurch Boys' High School, danach das Te Aute College. Obwohl seine Familie wünschte, das er Jura studiere, nahm er 1895 ein Medizinstudium an einer Medizinschule der Siebenten-Tags-Adventisten im US-amerikanischen  Battle Creek auf. Er blieb bis 1900 in den USA und unternahm ausgedehnte Reisen.

## Department of Health
Als Pōmare nach Neuseeland zurückkehrte, gab die öffentliche Gesundheit Anlass zur Sorge. Die Qualität der Wohnungen und der Sanitäranlagen war ein politisches Thema. Das Problem war in den Gemeinden der Māori besonders deutlich. Pōmare war einer von einigen wenigen Ärzten maorischer Abstammung, die für den Dienst als  Māori Health Officer im Department of Health ausgewählt wurden. Als solcher unternahm er erfolgreich eine Anzahl wichtiger Kampagnen, um die Gesundheit der Māori zu verbessern. Pōmare reiste oft in abgelegene Dörfer und sprach zu den Bewohnern über Gesundheitsthemen. Dadurch eignete er sich beträchtliche Fähigkeiten als Redner an.
Im Gegensatz zu einigen seiner Freunde, insbesondere Apirana Ngata, war Pōmare nicht besonders über den Verlust der kulturellen Identität der Māori besorgt. Er unterstützte den Tohunga Suppression Act 1907, der zum Verlust vieler mündlich überlieferter Traditionen führte. Während Pōmare und Ngata übereinstimmten, dass die Lebensbedingungen der Māori modernisiert werden müssen, teilte Pōmare nicht Ngatas Streben die traditionelle Kultur und Kunst der Māori zu bewahren. Pōmare glaubte, dass sich Pākehā und Māori letztlich zu einer gemeinsamen Kultur vereinigen würden, die das beste von beiden vereinigt (dies ist ein traditionelles Ideals seines Iwi).
Pōmare vertrat den Wahlbezirk Western Māori (der die Māori der Regionen Taranaki und Waikato umfasste) im Neuseeländischen Parlament von 1911 bis 1914 als unabhängiger Abgeordneter, danach bis 1930 für die Reform Party.
Unterstützt durch den Māori-König Mahuta Tawhiao gelang es ihm bei den Wahlen 1911, den bisherigen Amtsinhaber Henare Kaihau zu schlagen. Er stand der neuen Reform Party nahe, die die Mehrheit der Parlamentssitze innehatte. Als die Partei die Regierung bildete, wurde Pōmare als Minister ohne Portfolio in das  Neuseeländische Kabinett berufen. Dies war eine weitgehend symbolische Position.
Pōmare war in seiner Partei ziemlich populär, wahrscheinlich teilweise, weil er nicht eine unabhängige kulturelle Identität der Māori vertrat und so gut zu den eher konservativen Ansichten der Reform Party passte. Pōmares alter Freund Apirana Ngata war Abgeordneter der oppositionellen Liberal Party.
Im Ersten Weltkrieg traten beide der Armee bei, um andere Māori zu ermutigen, das Gleiche zu tun. Beide versprachen sich in einer breiten Beteiligung am Krieg und am Kampf zur Verteidigung des Landes die Anerkennung der Māori als vollwertige Bürger durch die Neuseeländer europäischer Abstammung. Pōmare verärgerte jedoch viele seiner Anhänger, da er schließlich die Wehrpflicht für Māori befürwortete.

## Gesundheitsminister
1916 wurde Pōmaree als Minister für die Cook Islands, damals Teil Neuseelands, verantwortlich. Er bemühte sich stark für zusätzliche Finanzmittel für die Inseln und bewirkte deutliche Verbesserungen der Infrastruktur. Er war jedoch gegen die Idee einer Selbstverwaltung der Inseln, da er sich für noch nicht reif dafür hielt. Mehrmals kippte er Gesetze der Insulaner und zog sich dabei Unmut zu. Insgesamt war er auf den Cook Islands jedoch angesehen und erhielt am Ende seiner Dienstzeit einen silbernen Becher.
Pōmare wurde am 7. Juni 1923 zum Gesundheitsminister ernannt. Wegen der allgemeinen wirtschaftlichen Krise war das Budget des Gesundheitsministeriums gering. Dies erschwerte es Pōmare, notwendige Reformen einzuleiten. Dennoch gelang es ihm in einigen Bereichen (besonders in der Geburtsfürsorge und bei der Sterilisierung medizinischer Instrumente).
Am 18. Januar 1926 wurde er von James Young als Minister abgelöst.

## Späteres Leben
1928 wurde bei Pōmare Tuberkulose diagnostiziert. Bei den Wahlen 1928 unterstützte Apirana Ngata den Wahlkampf von Pōmare, obwohl er selbst der Opposition angehörte. Pōmare wurde erneut gewählt. Später reiste er nach Kalifornien, da er hoffte, das Klima würde gut für seine Gesundheit sein. Er starb am 27. Juni 1930 in Los Angeles.

## Ehrungen
Pōmare wurde Neujahr 1920 zum Companion des Order of St. Michael and St. George ernannt, 1922 zum Knight Commander des Order of the British Empire.